# Wildwasserrennsport-Weltmeisterschaften 2021
Die Kanuwildwassersprint-Weltmeisterschaften 2021 fanden vom 22. bis 25. September 2021 in der slowakischen Hauptstadt Bratislava statt. Es waren die sechsten reinen Sprint-Weltmeisterschaften im Wildwasserrennsport. Es waren nach Pau 2017 und Seu d’Urgell 2019 die dritten gemeinsamen Wildwasser-Weltmeisterschaften der Wildwasserrennsportler und Wildwasserslalom-Kanuten, seit die Weltmeisterschaften im Wildwasserrennsport und dem Wildwasserslalom 1995/1996 getrennt wurden.
Insgesamt wurden acht Wettbewerbe ausgetragen, bei den Männern jeweils eine Einzel- und eine Mannschaftsentscheidung im Einer-Kajak (K1), Einer-Canadier (C1) und im Einzel der Zweier-Canadier (C2) und bei den Frauen je eine Einzel- und Mannschaftsentscheidung im Einer-Kajak sowie eine Einzelentscheidung im Einer-Canadier. Die weiteren Wettbewerbe im WM-Programm (Zweier-Canadier Männer Mannschaft, Einer-Canadier Frauen Mannschaft, Zweier-Canadier Frauen Einzel und Mannschaft) wurden aufgrund fehlender Meldungen nicht ausgetragen. Der hohe Schwierigkeitsgrad der Strecke wurde als ein Faktor dafür angegeben. Erfolgreichste Nation war erneut Frankreich. Die deutschen Kajak-Herren konnten zum ersten Mal den Weltmeistertitel im Mannschaftssprint erringen. Die deutschen Kajak-Frauen wurden Vizeweltmeisterinnen, was das beste Ergebnis im Teamsprint seit 2014 in dieser Kategorie darstellt. Die einzige Einzelmedaille für das deutsche Team konnte Jil-Sophie Eckert mit Bronze bei den Kajak-Damen gewinnen. Damit ist sie die erst zweite deutsche Kanutin, die im Wildwassersprint eine WM-Einzelmedaille erringen konnte. (Sabine Füßer Vizeweltmeisterin 2004, Bronze 2008, Bronze 2011). In den Canadier-Disziplinen hatte das deutsche Team nur jeweils ein Boot am Start.

## Ergebnisse

### Männer

#### Kajak
| Wettbewerb | Gold                                                      | Zeit  | Silber                                            | Zeit  | Bronze                                          | Zeit  |
| K-1        | Nejc Žnidarčič                                            | 51,46 | Luca Barone                                       | 52,02 | Maxence Barouh                                  | 52,03 |
| K-1 Team   | DeutschlandBjörn Beerschwenger Yannic Lemmen Till Fengler | 57,30 | FrankreichLuca Barone Maxence Barouh Hugues Moret | 57,31 | SlowenienNejc Žnidarčič Anze Urankar Simon Oven | 57,88 |

#### Canadier
| Wettbewerb          | Gold | Zeit  | Silber                                                                                    | Zeit  | Bronze                                                       | Zeit  |
| C-1                 | Ondřej Rolenc                                                                                               | 57,09 | Quentin Dazeur Charles Ferrion                                                            | 57,36 | -                                                            |       |
| C-1 Team            | FrankreichNicolas Sauteur Etienne Klatt Charles Ferrion                                                     | 60,94 | TschechienOndřej Rolenc Vladimir Slanina Antonin Hales                                    | 61,18 | ItalienGiacomo Bianchetti Tommaso Mapelli Mattia Quintarelli | 63,58 |
| C-2                 | TschechienDanie Suchanek Ondřej Rolenc                                                                      | 55,77 | FrankreichQuentin Dazeur Stéphane Santamaria                                              | 55,90 | FrankreichPierre Troubady Hugues Moret                       | 55,91 |
| C-2 Team (keine WM) | FrankreichPierre Troubady Hugues Moret Ancelin Gourjault Nicolas Sauteur Stéphane Santamaria Quentin Dazeur | 62,44 | TschechienDaniel Suchanek Ondřej Rolenc Marek Rygel Petr Vesely Lukas Tomek Michal Sramek | 63,64 | -                                                            | --,-- |

### Frauen

#### Kajak
| Wettbewerb | Gold                                                     | Zeit  | Silber                                                     | Zeit  | Bronze                                               | Zeit  |
| K-1        | Lise Vinet                                               | 58,13 | Tereza Kneblová                                            | 58,27 | Jil-Sophie Eckert                                    | 58,48 |
| K-1 Team   | TschechienBarbora Dimomova Marie Němcová Tereza Kneblová | 62,18 | DeutschlandChristina Massini Lisa Köstle Jil-Sophie Eckert | 63,02 | FrankreichPauline Freslon Lise Vinet Phenicia Dupras | 63,10 |

#### Canadier
| Wettbewerb             | Gold                                                  | Zeit  | Silber          | Zeit  | Bronze          | Zeit  |
| C-1                    | Cecilia Panato                                        | 62,33 | Tereza Kneblová | 62,80 | Martina Satková | 64,51 |
| C-1 Team (keine WM)    | FrankreichElsa Gaubert Laura Fontaine Helene Raguenes | 69,13 | -               | --,-- | -               | --,-- |
| C-2 (kein Rennen)      | -                                                     | --,-- | -               | --,-- | -               | --,-- |
| C-2 Team (kein Rennen) | -                                                     | --,-- | -               | --,-- | -               | --,-- |

## Medaillenspiegel
| Platz  | Land        | Gold | Silber | Bronze | Gesamt |
| ------ | ----------- | ---- | ------ | ------ | ------ |
| 1      | Tschechien  | 3    | 3      | 1      | 7      |
| 2      | Frankreich  | 2    | 5      | 3      | 10     |
| 3      | Deutschland | 1    | 1      | 1      | 3      |
| 4      | Italien     | 1    | -      | 1      | 2      |
|        | Slowenien   | 1    | -      | 1      | 2      |
| Gesamt | Gesamt      | 8    | 9      | 7      | 24     |